# 그들이 진심으로 엮을 때
《그들이 진심으로 엮을 때》는 2017년에 개봉한 일본의 드라마 영화, 가족 영화이다

## 캐스팅
- 키리타니 켄타 : 마키오 역
- 카키하라 린카 : 토모 역
- 이쿠타 토마 : 린코 역
- 미무라 : 히로미 역
- 코이케 에이코 : 나오미 역
- 카도와키 무기 : 유카 역
- 릴리 : 사유리 역
- 타나카 미사코 : 후미코 역
- 카시와바라 슈지 : 요시오 역
- 에구치 노리코 : 카나이 역